# 美麗花蝴蝶 (歌曲)
〈美麗花蝴蝶〉是美國歌手瑪麗亞·凱莉的歌曲，收錄自她第六張錄音室專輯《美麗花蝴蝶》（1997年），由哥伦比亚唱片於1997年9月作第二支單曲發行。凱莉創作的歌詞以丈夫兼哥倫比亞高層湯米·摩托拉的角度出發，透露出她渴望摩托拉在分居期間能對自己講的話，還夥同沃爾特·阿法納西夫一起製作，並用鍵盤、合成器和編程鼓共同編曲。她採用的聲線風格——從開始的耳語慢慢過渡到接近結尾時的胸聲——都較為內斂。〈美麗花蝴蝶〉是首流行、流行福音和節奏藍調情歌，而起初是構想成浩室類型作品〈遠走高飛〉，後者則由大衛·摩拉利斯參與製作，最後這首放進專輯之餘，還作為單曲的B面。
樂評認為〈美麗花蝴蝶〉是專輯最好的單曲，也是凱莉最出色的聲樂表現。歌曲雖入圍1998年葛萊美獎的最佳流行女歌手，但全球商業成績較為平庸，在台灣、克羅埃西亞和西班牙的榜單拿下前十。曲子在美國Hot 100 Airplay取得第16名，為凱莉當時最差的表現。〈美麗花蝴蝶〉在英國最高只有第22位，結束1992年以來連續12首單曲打進前十的紀錄。
凱莉和丹尼爾·珀爾共同執導音樂錄影帶，內容包括她逃離住宅和與馬匹互動。她在《歐普拉·溫芙蕾秀》、《週六夜現場》、《大卫·莱特曼晚间秀》等美國電視節目演唱〈美麗花蝴蝶〉。1998年的美麗花蝴蝶世界巡迴演唱會也有此曲。〈美麗花蝴蝶〉高居凱莉歌曲的回顧榜單，也包含在合輯《跨世紀冠軍精選》（2001年）和《藏愛-冠軍情歌精選》（2008年）中。

## 背景與發行
美國歌手瑪麗亞·凱莉於1996年6月結束成功的夢遊仙境世界巡迴演唱會後回到美國，開始思索自己的未來，並構思1995年專輯《夢遊仙境》的後續作品。由於性格和職業差異，她和其唱片公司哥伦比亚負責人湯米·摩托拉的婚姻一直存有裂縫。摩托拉有天在家給凱莉留下紙條，上面寫著艾爾頓·強1975年歌曲〈Someone Saved My Life Tonight〉的歌詞「Butterflies are free to fly / Fly away」（大意：蝴蝶能自由飛翔/飛走吧）。凱莉於1996年12月與摩托拉離婚並離開兩人共住的家後，腦海浮現出旋律和「Don't be afraid to fly / Spread your wings / Open up the door」（大意：不要害怕去飛/展開翅膀/打開大門）這句話，因而形成歌曲的基礎〈遠走高飛〉（"Fly Away"）。〈遠走高飛〉原先是浩室曲目，但在進一步思考後變成慢歌〈美麗花蝴蝶〉，隨後她按照當初設想的那樣完成〈遠走高飛〉，並取了個副標題〈美麗花蝴蝶再現版〉（"Butterfly Reprise"）。
凱莉於1997年1月開始錄製新專輯的歌曲，並因〈蝴蝶〉意義將唱片命名為《美麗花蝴蝶》。歌曲是整張專的第二首歌，而〈遠走高飛〉則是倒數第二首，為〈無論何時呼喚〉（"Whenever You Call"）和〈美人兒〉之間的插曲。1997年6月，〈美麗花蝴蝶〉原定是唱片的首發單曲。哥倫比亞在7月轉而發行《甜蜜蜜》後，9月則把〈美麗花蝴蝶〉送至美國電台，同週在該國釋出專輯。作品是《美麗花蝴蝶》的第二支單曲，並有多種發行形式，包括成人當代和城市當代電台。《告示牌》評論人傑夫·梅菲爾德（Geoff Mayfield）認為這首歌的強勁表現對提升專輯的商業機會有至關重要的作用。
哥倫比亞為了繼續銷售〈甜蜜蜜〉，所以沒在美國零售店賣〈美麗花蝴蝶〉。單曲於1997年11月24日以卡帶和兩張CD的形式在英國釋出，三天後則以迷你CD單曲在日本發行。〈遠走高飛〉作該曲的B面，並出現在1998年的加大單曲和第五支單曲〈我的一切〉的12英吋黑膠唱片。〈美麗花蝴蝶〉有收錄在凱莉的合輯《跨世紀冠軍精選》（2001年）和《藏愛-冠軍情歌精選》（2008年）。2020年8月20日，哥倫比亞和遺贈唱片在慶祝凱莉30年職業生涯的宣傳活動MC30發行數位迷你專輯。

## 創作

### 音樂

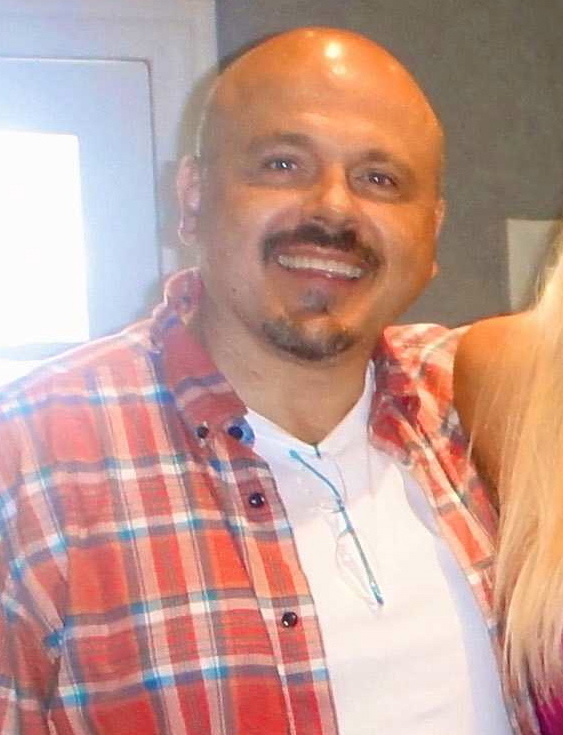
凱莉與沃爾特·阿法納西夫（攝於2011年）共同製作〈美麗花蝴蝶〉

〈美麗花蝴蝶〉是首流行、流行福音和節奏藍調的慢速情歌，時長4分34秒。凱莉自作詞之餘，還與長期合作人沃爾特·阿法納西夫作曲。錄音主要在巴哈马的方位點錄音室進行，而額外的製作由渴望錄音室（Crave Studios，紐約）、金曲工廠（紐約）和威利世界（WallyWorld，加州）負責。達納·喬恩·查佩爾（Dana Jon Chappelle）、麥克·史考特（Mike Scott）和大衛·格里森（David Gleeson）負責歌曲的音訊工程，並有伊恩·達爾塞默（Ian Dalsemer）和奧利佛·「維茲」·伯恩（Oliver "Wiz" Bone）協助。曲目有加入阿法納西夫的鍵盤、合成器和編程，丹·謝伊（Dan Shea）額外的鍵盤、編程鼓和電音設計，而鋼琴則佔主要部分。凱莉和阿法納西夫製作完歌曲，米克·古兆斯基（Mick Guzauski）就在渴望混音，鮑伯·魯德威格則在緬因州波特蘭的通路母帶（Gateway Mastering）製作母帶。DJ格雷戈、DJ迷因（DJ Memê）和不定形（Amorphous）隨後製作多首混音。
樂評認為作品製作精良。《巴爾的摩太陽報》的J·D·孔西丁表示「其擁有全部節奏藍調傳統的標桿——溫柔清脆的鋼琴聲、緩慢到沸騰的節奏編排，及福音流派的副歌旋律」。雖然凱莉形容〈美麗花蝴蝶〉與過去和阿法納西夫合作的作品那些截然不同，但樂評覺得差不多，而作者安德魯·陳（Andrew Chan）和湯姆·雷諾茲（Tom Reynolds）則有考慮到凱莉情歌的創作特徵。《衛報》的亞歷克斯·彼得里迪斯稱這首歌比較容易在90年代初發行。傳記作家克里斯·尼克森總結此曲為「更豐富、更性感、更處於她愛的節奏藍調領域裏」。

### 歌詞
〈美麗花蝴蝶〉的歌詞結構為兩段主歌、橋段，及重複四次的副歌。《紐約時報》的尼爾·史特勞斯稱字裡行間中的飛行是自由的隱喻，並透過「美麗的脆弱象徵」蝴蝶具現化。樂評認為歌曲氛圍正向且鼓舞人心。《告示牌》的莎曼珊·徐（Samantha Xu）和《誠懇家日報》的約翰·索德（John Soeder）覺得〈美麗花蝴蝶〉有助在情緒上適應新生。凱莉音樂首次出現的個人自主權被看作歌詞主題，《Vulture》的林賽·多賓斯（Lindsey Dobbins）稱其為「瑪麗亞·凱莉的獨立宣言」。《娛樂週刊》的大衛·布朗和《戰鷹報告》的安妮特·M·賴（Annette M. Lai）表示歌詞運用了愛一個人足以讓他離開的格言。部分人覺得作品有在模仿的1985年歌曲〈If You Love Somebody Set Them Free〉。
樂評把〈美麗花蝴蝶〉與凱莉和摩托拉的分開聯繫在一起。歌詞「Blindly I imagined I could / Keep you under glass」（大意：我盲目地認為我能/用玻璃杯困住你）尤其引發討論。《村聲》的邁克爾·穆斯托稱這些作為證據表明凱莉在關係中「把自己塑造成壓制者」。《PopMatters》的彼得·皮亞特科斯基（Peter Piatkowski）反而認為這話展現了凱莉感受到自己受到壓制。《偏鋒雜誌》的里奇·朱茲維亞克（Rich Juzwiak）把歌詞比作斯德哥爾摩症候群：凱莉設身處地接受摩托拉對她的所做之事。《里士滿時報排程》撰稿人梅麗莎·魯吉里（Melissa Ruggieri）覺得這句話體現出「凱莉毫不掩飾承認自己破碎的婚姻以及這對她心理的影響」。其他人則不太相信這首歌是專門講兩人關係。
凱莉曾多次談到曲目含義。專輯發行後，她表示這是「一首力量之歌，講述足夠強大時可以意識到情況不對勁，並有強大的內心學會放下」。她於2003年則稱這是「我渴望別人對我傾訴的心願單，而我創作時感覺在和別人說話一樣」，並在四年後明確告知這是從摩托拉的角度出發，其中包括她決定離婚前希望他能說的話和做的事。

### 聲音
樂評認為凱莉的聲線較為內斂。〈美麗花蝴蝶〉是凱莉在職業生涯中首次以高聲調且溫柔的耳語演唱，她從第二段正歌過渡到假音，並從橋段開始用胸聲。《春田市領袖報》的馬克·麥瑞蒙（Mark Marymont）覺得歌曲把「她不真實的聲音（變得）出神入化」。徐表示她的聲樂表現有種從脆弱走向穩定的感覺。凱莉認為是巴哈馬的錄製才有這種發聲形式，並補充：「這一切都關乎那裏完全自由的感覺。演唱風格實際上是當時從你嘴中吐出的話，這只能靠靈感」。
〈美麗花蝴蝶〉的合音是凱莉、梅洛妮·丹尼爾斯（Melonie Daniels）和瑪麗·安·塔圖姆（Mary Ann Tatum）負責，後兩人在副歌歌詞「Spread your wings and prepare to fly / For you have become a butterfly」（大意：請你展翅高飛/你才能真正成為蝴蝶）抽唱，《告示牌》稱如同聖歌。《費城每日新聞》的喬納森·塔基夫（Jonathan Takiff）感覺凱莉的和聲讓人想起1939年歌曲〈And the Angels Sing〉。孔西丁表示聲音聽起來「浮於主題之上，就像煙囪上的一縷煙」。

### 〈遠走高飛〉（美麗花蝴蝶再現版）
〈遠走高飛〉（美麗花蝴蝶再現版）時長3分49秒，評價稱其為〈美麗花蝴蝶〉的舞曲、迪斯可、浩室和深度浩室版本。凱莉和大衛·摩拉利斯一起製作和編曲作品，後者曾參與〈夢幻〉（1995年）的混音版。摩拉利斯和富家哲（Satoshi Tomiie）添加額外製作，而彼得·「斯基」·施瓦茨（Peter "Ski" Schwartz）彈奏鍵盤。凱莉有引用歌曲〈Someone Saved My Life Tonight〉的字詞，所以艾爾頓·強和伯尼·陶平被劃分為作詞人。戴夫·「EQ3」·蘇斯曼（Dave "EQ3" Sussman）和達納·喬恩·查佩爾在安·明西利（Ann Mincielli）的協助下負責〈遠走高飛〉的音訊工程。摩拉利斯和小赫伯·鮑爾斯（Herb Powers Jr.）分別在在紐約的四胞胎錄音室（Quad Studios）和聲音權力之家（Powers House of Sound）進行混音及製作母帶。
《偏鋒雜誌》的艾瑞克·亨德森（Eric Henderson）稱〈遠走高飛〉是首「花俏又粗糙」的曲目。英國教授海勒姆·佩雷斯（Hiram Perez）在《暗箱》撰文稱詞曲受到嘻哈循環樂句的影響，並將其概括成「就像融合了律動感的敲擊樂、迪斯可和福音的國歌，集合在一起就碰撞出同性戀乐音的所有詞彙」。和聲也貫穿了整首歌，當中除了凱莉之外，還有瑪麗·安·塔圖姆和梅洛妮·丹尼爾斯。凱莉在這首歌有用哨音、轉音和ad-lib，而前者在〈美麗花蝴蝶〉則較少聽到。《Muzik》的西穆斯·哈吉稱這首歌是她的聲樂展示。

## 專業評價
樂評認為〈美麗花蝴蝶〉是專輯最佳。歌曲在凱莉的音樂作品中排名較高，其在最佳單曲的排行榜分別位列第25（《衛報》）、第22（Cleveland.com）和第5（《Vulture》），而在最佳歌曲的榜單則排在第59（《告示牌》）、前十（《娛樂週刊》）和第2（《同志時報》）。
歌詞的評價較褒貶不一。《告示牌》的編者認為很高級，但《奧斯汀美國政治報》的邁克爾·科科倫（Michael Corcoran）和《沙加緬度蜜蜂報》的J·弗瑞德·迪拉克（J. Freedom du Lac）卻覺得像是未完成。《韋科先驅論壇報》的格雷·卡維特（Grey Cavitt）稱蝴蝶的主題是「空泛且不周密的賀卡來構建出一首歌」，皮亞特科斯基卻覺得這個比喻是對凱莉遭遇的真實描繪。音樂也有收獲多方意見。賴和《水牛城新聞報》的安東尼·維奧蘭蒂稱製作強而有力，麥瑞蒙和雷諾茲則覺得難以忍受。《舊金山紀事報》的蓋瑞·葛拉夫表示歌曲是凱莉「膩味情歌物料」的典例。《華盛頓郵報》的理查德·哈靈頓感覺其突出了她的聲音。
評論稱凱莉的聲樂表現是職業生涯中最佳。她內斂的發聲風格受到好評。《音乐周刊》寫道：「凱莉不再為了唱歌而過度唱歌，她的聲音從未如此驚豔」。孔西丁認為其跟蝴蝶一樣「精緻和優美」，《亞特蘭大憲法報》的索尼婭·穆雷（Sonia Murray）覺得這是藝術進步的證明。《今日美國》的影評人史蒂夫·瓊斯稱〈美麗花蝴蝶〉體現凱莉不同凡響的聲樂技巧，《明星紀事報》的傑·勒斯蒂格（Jay Lustig）卻認為歌聲讓歌曲主題黯然失色。〈美麗花蝴蝶〉在1998年葛萊美獎入圍最佳流行女歌手，但輸給的〈Building a Mystery〉。
〈遠走高飛〉在《美麗花蝴蝶》的序列位置遭到批判。卡維特和《世纪报》的卡蘿·爾納德（Carol Nader）質疑〈美麗花蝴蝶〉先出現的話，其的存在意義。《Vibe》的普雷齊·布朗（Preezy Brown）認為雖然歌曲時長較短，但品質能媲美其他歌曲。《告示牌》的約翰·奧布萊恩（Jon O'Brien）稱這「是首有說服力的娛樂（產物），你會希望凱莉能製作整張充滿類似舞曲的專輯」。

## 商業表現
評論原預計〈美麗花蝴蝶〉會取得商業成功，但由於沒在美國零售販賣，所以無法打進Billboard Hot 100。歌曲反而在分支榜Hot 100 Airplay最高拿下第16位，卻是凱莉當時職業生涯中上榜作品的最低。〈美麗花蝴蝶〉在Hot R&B Airplay位列第27名，成為第三低的在榜歌曲。這是她第九首進入Rhythmic Top 40前十，該榜是衡量曲目在成人當代電台播放的情況。金色德比的丹尼爾·蒙哥馬利（Daniel Montgomery）稱歌曲於Adult Contemporary位列最高11位，是在該國最顯著的榜單成績。
〈美麗花蝴蝶〉在全球音樂榜單表現平平。其在台灣銷售榜（第9）、克羅埃西亞（第3）和西班牙（第4）的電台榜位列前十。歌曲在紐西蘭最高峰進入第15名，並在義大利（第13）、法國（第14）和英國（第15）的電台榜打進前20位。曲目在加拿大電台榜的頂峰成績為第22位。〈美麗花蝴蝶〉在英國首次亮相就取得第22位的最佳成績，結束了凱莉自1992年〈我將在那裡〉連續12首前十單曲的紀錄。歌曲在其他地方如瑞典（第24）和澳洲（第27）進入前40。凱莉於2024年回顧歌曲不太亮眼的商業表現時稱：「我愛（〈美麗花蝴蝶〉），我覺得我的鐵桿粉絲也喜歡，（這首歌）真的極具意義」。
〈遠走高飛〉也有入駐英國和美國的舞曲榜。曲目和〈頂端〉一起在英國《音樂週刊》出版的《唱片鏡報》夜店榜最高達到第25位。〈遠走高飛〉在美國的《告示牌》Hot Dance Club Play取得第13位，是當時第三低的入榜歌曲。歌曲在Hot Dance Maxi-Singles Sales拿下更大的成功，其憑藉〈我的一天〉連續兩個月位居榜首，並在榜單待了近兩年，成為她上榜時間最長的歌曲。單曲在該榜1998年年榜拿下亞軍，並在1999年年榜位列第28位。

## 音樂錄影帶與現場演出

〈美麗花蝴蝶〉的音樂錄影帶部分靈感來自凱莉的夢境，圖中這個鏡頭被解讀成渴望獨立

凱莉聯合丹尼爾·珀爾執導歌曲的音樂錄影帶。片子的部分靈感來自凱莉吃完褪黑素所做的夢，夢裏她在追逐某些東西，但跨過欄桿時刮傷手指，最後也無疾而終。凱莉和演技教練希拉·格雷（Sheila Gray）一起拓展故事情節，格雷稱她的公眾形象與過去背道而馳，原因是現在「非常深情，人們看到時會非常興奮」。影片一開始，凱莉擺出像田纳西·威廉斯電影（1956年）中一樣的姿勢，內容講述年輕女子和老男人的婚姻。隨著片子播放，她被人透過窺視孔觀察後逃離豪宅，並與小馬互動。
哥倫比亞於1997年釋出影片，並在兩年後收錄在視頻專輯《環遊世界》。皮亞特科斯基表示「凱莉在樓梯平台歌唱，桿子被光線投射出的巨大影子在她臉上造成竪條紋，這個極具魅力的鏡頭」象徵渴望獨立。北加州公共廣播電視的伊曼紐爾·哈普西斯（Emmanuel Hapsis）就窺視鏡和馬的鏡頭認為作品很獨特。黑人娛樂電視台的喬恩·雷耶斯（Jon Reyes）覺得其「幾乎被解讀為寫給應得自由的馬的情書」。
凱莉在多地演唱〈美麗花蝴蝶〉。1997年，她在《歐普拉·溫芙蕾秀》、《週六夜現場》和《大卫·莱特曼晚间秀》等美國電視節目表演歌曲。《滾石》稱後者是她演唱生涯中最佳演出。凱莉還在1989年美麗花蝴蝶世界巡迴演唱會演唱此曲。2022年，作品也被收錄進《美麗花蝴蝶》25週年紀念版。她在2024年咪咪慶祝會表演的《美麗花蝴蝶》集成曲有包括這首歌。

## 曲目列表
| - 卡帶單曲、CD單曲 - 1. 〈美麗花蝴蝶〉 – 4:34 - 2. 〈遠走高飛〉（美麗花蝴蝶再現版） – 3:49 - CD加大單曲第1版 - 3. 〈遠走高飛〉（美麗花蝴蝶再現版）（Fly Away Club Mix） – 9:52 - 4. 〈遠走高飛〉（美麗花蝴蝶再現版）（Def 'B' Fly Mix） – 8:46 - CD加大單曲第2版、卡帶加大單曲 5. 〈甜蜜蜜〉（Morales Dub） – 7:34 - CD加大單曲第3版 4. 〈頂端〉（Mobb Deep Mix） – 5:31 - CD加大單曲第4版 - 2. 〈甜蜜一日〉（現場版） – 5:08 - 3. 〈英雄〉（西班牙語版） – 4:16 - 4. 〈失去你〉 – 3:34 - 迷你CD單曲 - 2. 〈頂端〉 – 5:14 - 3. 〈頂端〉（Mobb Deep Mix） – 5:31 | - 12英吋黑膠單曲 A1. 〈遠走高飛〉（美麗花蝴蝶再現版）（Fly Away Club Mix） – 9:52 A2. 〈遠走高飛〉（美麗花蝴蝶再現版）（Def 'B' Fly Mix） – 8:46 B1. 〈遠走高飛〉（美麗花蝴蝶再現版） – 3:49 B2. 〈美麗花蝴蝶〉 – 4:34 - 迷你專輯 1. 〈遠走高飛〉（美麗花蝴蝶再現版）（Fly Away Club Mix） – 9:50 2. 〈遠走高飛〉（美麗花蝴蝶再現版）（Def 'B' Fly Mix） – 8:40 3. 〈美麗花蝴蝶〉（Meme Club Radio） – 4:17 4. 〈美麗花蝴蝶〉（Meme's Extended Club Mix Part 1 & 2） – 8:41 5. 〈美麗花蝴蝶〉（Meme Latin Beats） – 5:57 6. 〈美麗花蝴蝶〉（Sambaterfly Edit） – 4:35 7. 〈美麗花蝴蝶〉（Sambaterfly for Clubbers） – 8:20 8. 〈美麗花蝴蝶〉（Classic Bossa Nova） – 4:10 9. 〈美麗花蝴蝶〉（Meme's Instrumental） – 8:40 10. 〈美麗花蝴蝶〉（Meme's Radio Instrumental） – 4:18 |

## 參與名單
人員名單來自專輯內頁

| 地點 - 巴哈馬方位點錄音室、紐約渴望錄音室、加州威利世界、紐約金曲工廠錄製 - 紐約渴望錄音室、紐約金曲工廠混音 - 緬因州波特蘭通路母帶製作母帶 人員 - 瑪麗亞·凱莉 - 詞曲創作、製作、編曲、主唱、和聲 - 沃爾特·阿法納西夫 - 作曲、製作、編曲、鍵盤、合成器、編程 - 梅洛妮·丹尼爾斯 - 和聲 - 瑪麗亞·安·塔圖姆 - 和聲 - 丹·謝伊 - 額外鍵盤、鼓和節奏編程、聲音設計、電腦編程 - 達納·喬恩·查佩爾 - 音訊工程 - 麥克·史考特 - 音訊工程 - 大衛·格里森 - 音訊工程 - 伊恩·達爾塞默 - 音訊工程協助 - 奧利佛·「維茲」·伯恩 - 音訊工程協助 - 米克·古兆斯基 - 混音 - 鮑伯·魯德威格 - 母帶製作 | 地點 - 紐約四胞胎錄音室混音 - 紐約聲音權力之家製作母帶 人員 - 瑪麗亞·凱莉 - 詞曲創作、共同製作、主唱、和聲 - 艾爾頓·強 - 作詞 - 伯尼·陶平 - 作詞 - 大衛·摩拉利斯 - 作曲、共同製作、編曲、額外製作、混音 - 梅洛妮·丹尼爾斯 - 和聲 - 瑪麗亞·安·塔圖姆 - 和聲 - 彼得·「斯基」·施瓦茨 - 鍵盤 - 富家哲 - 編曲、額外製作 - 戴夫·「EQ3」·蘇斯曼 - 音訊工程 - 達納·喬恩·查佩爾 - 音訊工程 - 安·明西利 - 音訊工程協助 - 小赫伯·鮑爾斯 - 母帶製作 |

## 榜單成績
| 排行榜（1997至1998年）                         | 最高 排名 |
| ---------------------------------------------- | --------- |
| 澳洲（澳大利亚唱片业协会單曲榜）               | 27        |
| 比利時法蘭德斯（Ultratip榜外單曲榜）           | 5         |
| 加拿大（《RPM》熱門單曲榜）                    | 22        |
| 加拿大（《RPM》成人當代單曲榜）                | 23        |
| 加拿大（廣播資料系統當代熱門電台榜）           | 16        |
| 克羅埃西亞（克羅地亞廣播電視台國際電台榜）     | 3         |
| 歐洲（《音樂與媒體》Hot 100 Singles）          | 61        |
| 歐洲（《音樂與媒體》Airplay）                  | 15        |
| 法國（法國唱片出版業公會單曲榜）               | 43        |
| 法國（法國唱片出版業公會電台榜）               | 14        |
| 德國（媒體控制單曲榜）                         | 76        |
| 義大利（《音樂與媒體》Airplay）                | 13        |
| 荷蘭（荷蘭四十大單曲榜）                       | 6         |
| 荷蘭（荷蘭百大單曲榜）                         | 52        |
| 紐西蘭（紐西蘭唱片業協會單曲榜）               | 15        |
| 蘇格蘭（官方榜单公司單曲榜）                   | 36        |
| 西班牙（《音樂與媒體》Airplay）                | 4         |
| 瑞典（瑞典唱片業協會最熱榜）                   | 24        |
| 台灣（國際唱片業交流基金會單曲榜）             | 9         |
| 英國（官方榜单公司單曲榜）                     | 22        |
| 英國（官方榜单公司節奏藍調單曲榜）             | 5         |
| 英國（《音乐周刊》夜店榜）                     | 25        |
| 英國（《音乐周刊》電台榜）                     | 15        |
| 美國（《告示牌》Hot 100 Airplay）              | 16        |
| 美國（《告示牌》成人當代單曲榜）               | 11        |
| 美國（《告示牌》Adult Pop Airplay）            | 35        |
| 美國（《告示牌》Crossover）                    | 22        |
| 美國（《告示牌》Hot Dance Club Play）          | 13        |
| 美國（《告示牌》Hot Dance Maxi-Singles Sales） | 1         |
| 美國（《告示牌》Hot R&B Airplay）              | 27        |
| 美國（《告示牌》Pop Airplay）                  | 14        |
| 美國（《告示牌》Rhythmic Top 40）              | 8         |
| 美國（《告示牌》Tropical/Salsa）               | 19        |
| 美國（《廣播與唱片》成人當代單曲榜）           | 10        |
| 美國（《廣播與唱片》當代流行電台/流行單曲榜）  | 12        |
| 美國（《廣播與唱片》當代流行電台/節奏單曲榜）  | 8         |
| 美國（《廣播與唱片》熱門成人當代單曲榜）       | 22        |
| 美國（《廣播與唱片》城市單曲榜）               | 9         |
| 美國（《廣播與唱片》城市成人當代單曲榜）       | 6         |

| 排行榜（1997年）                              | 排名 |
| --------------------------------------------- | ---- |
| 加拿大（《RPM》成人當代單曲榜）               | 89   |
| 美國（《告示牌》Mainstream Top 40）           | 88   |
| 美國（《告示牌》Rhythmic）                    | 75   |
| 美國（《廣播與唱片》成人當代單曲榜）          | 51   |
| 美國（《廣播與唱片》當代流行電台/流行單曲榜） | 75   |
| 美國（《廣播與唱片》當代流行電台/節奏單曲榜） | 80   |
| 美國（《廣播與唱片》城市成人當代單曲榜）      | 94   |

| 排行榜（1998年）                               | 排名 |
| ---------------------------------------------- | ---- |
| 美國（《告示牌》Adult R&B Songs）              | 29   |
| 美國（《告示牌》Hot Dance Maxi-Singles Sales） | 2    |
| 美國（《廣播與唱片》成人當代單曲榜）           | 80   |
| 美國（《廣播與唱片》城市成人當代單曲榜）       | 70   |

| 排行榜（1999年）                               | 排名 |
| ---------------------------------------------- | ---- |
| 美國（《告示牌》Hot Dance Maxi-Singles Sales） | 28   |

### 文獻
- Carey, Mariah; Davis, Michaela Angela. . New York: Andy Cohen Books. 2020. ISBN 978-1-250-16468-1.
- Chan, Andrew. . Music Matters. Austin: University of Texas Press. 2023. ISBN 978-1-4773-2507-0.
- Lwin, Nanda. . Mississauga: Music Data Canada. 1999: 59. ISBN 1-896594-13-1.
- Mottola, Tommy; Fussman, Cal. . New York: Grand Central Publishing. 2013. ISBN 978-0-446-58518-7. OL 16308267W.
- Nickson, Chris. . New York: St. Martin's Griffin. 1998. ISBN 0-312-19512-5. OL 363685M.
- Perez, Hiram. . Camera Obscura. 2008-05, 23 (1 #67): 113–143. doi:10.1215/02705346-2007-026.
- Reynolds, Tom. . Chicago: Chicago Review Press. 2008 [First published 2007]. ISBN 978-1-55652-753-1.
- Shapiro, Marc. . Toronto: ECW Press. 2001. ISBN 978-1-55022-444-3.